# Puente de Piedra (Soria)
El puente de Piedra es un monumento medieval de la ciudad de Soria (España). Se sitúa en el cruce de la calle de San Agustín con el río Duero, único y principal acceso a la ciudad desde el este.

## Historia

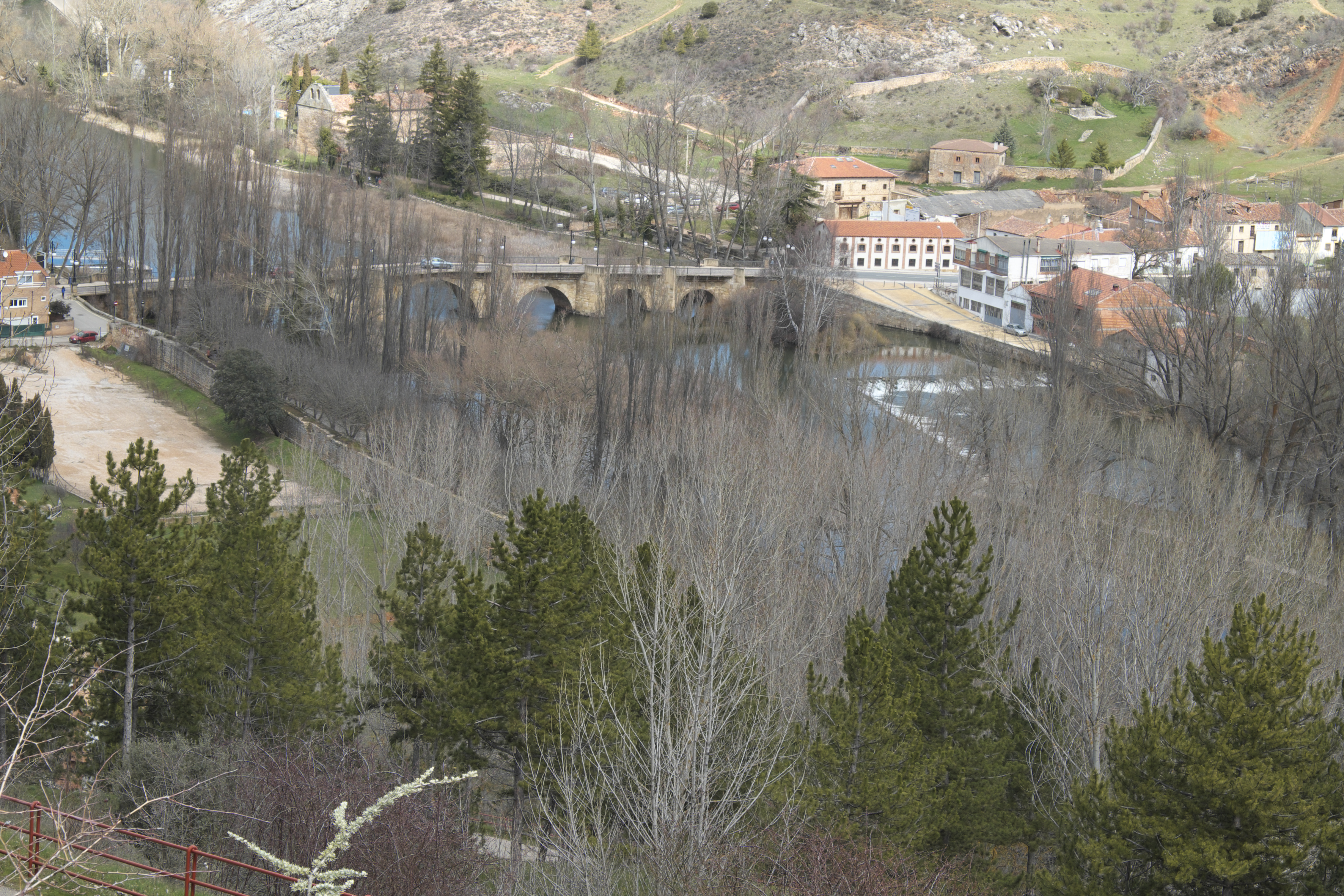
Vista desde el cerro del Castillo.

No se conoce a ciencia cierta su fecha de construcción, pero es de suponer que sea coetánea a la del recinto amurallado de la ciudad, aunque se sabe documentalmente de su existencia a mediados del siglo XII. La primera mención de la que se tiene constancia data de 1157 en un privilegio del rey don Sancho confirmando una donación de bienes hecha a la ciudad por su padre al Obispo de Osma. Entre ellos figura la presa del Duero bajo el puente mayor de Soria —subtus majorem pontem—.
En el Archivo Municipal de Soria existe constancia de la iniciativa de los Reyes Católicos para la reparación de «los dichos muros e puente e torre e de las otras cosas de suyo declaradas para bien». En 1509 (Protocolos notariales) el Corregidor dirige mandamiento a Pedro de Arce y Pedro Sánchez de Oceanilla para que concluyan las obras en la torre del puente según las condiciones acordadas. En 1538 se concedió permiso para desmantelar la iglesia de Santa Cristina, situada en las inmediaciones, y utilizar su sillería para reparar el Puente de Piedra.
Torres Balbás señala los catorce ojos del puente «contemporáneos de la cerca o reconstruidos por entonces. Muy fuerte y elevada era la torre situada en su centro». Francisco Mosquera, en 1612, se refería a la obra: La puente al mismo tiempo bien labrada/ De la ciudad de Soria parecía, / Donde la torre en medio levantada, / Y el alto chapitel se descubría.
Según escritura del 12 de noviembre de 1646, Juan Pérez de Villaviad, maestro de cantería, llevó a cabo obras y reparos en el puente. Loperraez Corvalan, en su Descripción histórica del Obispado de Osma (1788), también cita catorce vanos; pero, por otra parte el historiador Nicolás Rabal (1889) habla de «un magnífico puente de diez y ocho arcos, guarnecido con un torreón para la defensa de la entradas, el cual se reparó considerablemente en el año 1717, como lo indica una inscripción que aparece en una de las piedras».
Entre los años 1788, en que lo menciona Loperraez, y 1845, en que Madoz publica su Diccionario, el puente debió de sufrir una gran avenida que le causara importantes desperfectos pues desde entonces se describe con ocho vanos, el mismo número que en la actualidad: «puente de piedra de sillería de ocho elevados arcos, apoyados en catorce estribos, de forma triangular unos, y rectángulos curvilíneos otros, semicirculares algunos, y uno que forma dos ángulos obtusos y otro agudo; del centro de la base del puente, arranca una fuerte torre que sirve para su defensa al paso que para su mayor seguridad».
En 1915 se ensanchó el tablero, desde 5 hasta 7,7 m, mediante voladizos de hormigón y se modificaron los tajamares que, según testimonian fotografías de época alcanzaban hasta el peto, manteniéndose un único carril para la circulación regulado por un semáforo.
En el año 2010 se realizó la iluminación ornamental del puente mediante tecnología LED basada en tenues tonalidades que combinan colores rojos, azules y verdes, con el objetivo de realzar la imagen nocturna de este emblemático puente medieval y de su entorno. Esta iluminación está colocada en la parte interior de los arcos, un sistema utilizado también en el puente medieval de Carcassonne (Francia).

## Arquitectura

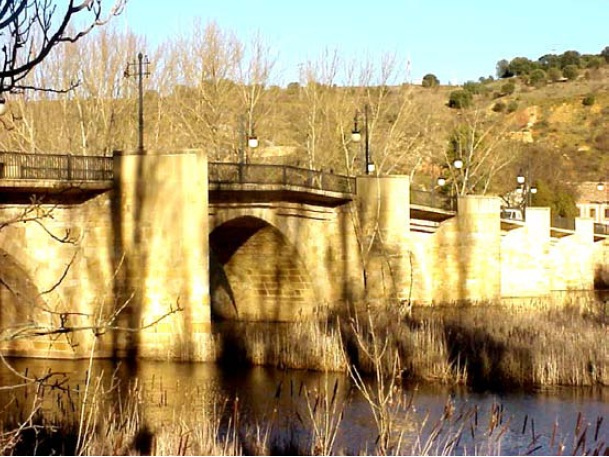
Puente de Piedra.

Blas Taracena, en su Guía artística de Soria y su provincia, señala que «El camino que comunicaba la Alta y Vieja Castilla cruzaba el Duero primero por un vado, y luego, en la Baja Edad Media, por un puente con dos torres defensivas, una en el centro y otra en el arranque del puente del lado de la ciudad». y continúa «En marzo de 1256, hallándose Alfonso X en Soria…gozaba entonces la cumbre de su esplendor medieval: estaba recientemente fortificada y se habían establecido hacía poco en el arrabal del puente, los caballeros sanjuanistas y en San Polo, los del Temple» Además frente al puente, al otro lado del Duero, debió de contar con un baluarte del cual se conservan escasos restos.
El puente está realizado en sillares de arenisca y consta de ocho ojos con arcos de medio punto. Sus pilares aparecen custodiados por tajamares sobre los que se han ensanchado los laterales en la última restauración. Salva el desnivel existente entre las dos orillas que se encuentran a distinta altura manteniéndose un único carril para la circulación.
El arco de mayor anchura es el central. A partir de este la luz de los arcos decrece gradual y simétricamente hacia ambos lados, siendo los de menor ancho los ubicados en cada extremo. 
El puente disponía de dos torres de puerta en el propio puente en las que se cobraba el pontazgo. Una de ellas se encontraba junto a la Puerta del Duero o de Navarra (derribada en 1848) y la otra en el medio, siendo derribada esta última en 1851. También se suavizó el perfil en “lomo de asno” con motivo de la construcción de la carretera.